# Utby (Rättvik)
Utby is een plaats in de gemeente Rättvik in het landschap Dalarna en de provincie Dalarnas län in Zweden. De plaats heeft 55 inwoners (2005) en een oppervlakte van 22 hectare.